# منتخب ليتوانيا لكرة اليد للسيدات
منتخب ليتوانيا لكرة اليد للسيدات هو الممثل الرسمي لليتوانيا في رياضة كرة اليد. شارك في بطولة العالم لكرة اليد للسيدات مرة واحدة وذلك في سنة 1993 وأحرز فيها المركز الثالث عشر.